# Wulkaprodersdorf
Wulkaprodersdorf (kroatisch Vulkaprodrštof, ungarisch Vulkapordány) ist eine Marktgemeinde mit 1947 Einwohnern (Stand 1. Jänner 2024) im Burgenland im Bezirk Eisenstadt-Umgebung in Österreich und zählt zum Siedlungsgebiet der burgenlandkroatischen Volksgruppe.

## Geografie

### Lage
Die Gemeinde liegt im nördlichen Burgenland nahe der Landeshauptstadt Eisenstadt.
Wulkaprodersdorf liegt in der Wulkaebene, die im Norden vom Leithagebirge, im Westen vom Rosaliengebirge und im Osten vom Ödenburger Gebirge begrenzt wird.
Seinen Namen hat das Dorf vom Fluss Wulka, der im Rosaliengebirge entspringt, sich in Wulkaprodersdorf mit dem Sulzbach und dem Hirmerbach vereinigt und südlich der Hauptstraße den Ort durchfließt. Als wichtigster Zufluss mündet die Wulka in den Neusiedler See.
Die höchste Erhebung (Föllig) erreicht eine Höhe von 243 m und bietet sogar einen Blick zum Neusiedler See. Der tiefste Punkt (Pieler Mühle) beträgt 162 m. Die Gesamtfläche von Wulkaprodersdorf umfasst 12,22 km.

### Gemeindegliederung
Wulkaprodersdorf ist der einzige Ort in der Gemeinde.

### Nachbargemeinden
|            | Großhöflein                                 | Eisenstadt |
| Zillingtal | Kompassrose, die auf Nachbargemeinden zeigt | Siegendorf |
| Hirm (MA)  | Antau (MA)                                  | Zagersdorf |

### Klima
Die günstige klimatische Zone ermöglicht der Bevölkerung von Wulkaprodersdorf eine Vielzahl von Anbaumöglichkeiten. Besonders bekannt ist der Ort durch den Weinbau. Aufgrund der klimatischen, geologischen und geographischen Bedingungen ist es möglich, zahlreiche Rebsorten anzubauen.

## Geschichte
Das Gebiet um Wulkaprodersdorf war bereits zur Jungsteinzeit (5.000 v. Chr.) besiedelt. Vor Christi Geburt war das Gebiet Teil des keltischen Königreiches Noricum und gehörte zur Umgebung der keltischen Höhensiedlung Burg auf dem Schwarzenbacher Burgberg.
Später unter den Römern lag das heutige Wulkaprodersdorf dann in der Provinz Pannonia. Durch die günstige verkehrsgeographische Lage ist Wulkaprodersdorf ein bedeutender Verkehrsknotenpunkt. Zur Römerzeit (Chr. Geb.- 400 n. Chr.) lag der Ort an einer wichtigen Landstraße (Vicinalstraße). An mehreren Stellen im Gemeindegebiet lagen römische Gutshöfe, ein römischer Friedhof lag beim Bahnhof, wo beim Bahnbau 1879/80 viele römische Gräber zerstört wurden.
Wulkaprodersdorf wurde erstmals im Jahre 1252 urkundlich erwähnt. Die Türkenkriege von 1529 und 1532 trafen den Ort so schwer, dass eine Nachbesiedlung mit Kroaten vorgenommen werden musste. Bereits um 1530 ließen sich die ersten Kroaten in Wulkaprodersdorf nieder. Ab diesem Zeitpunkt gab es eine permanente Zunahme von kroatischen Ansiedlern.

Wulkaprodersdorf (Mitte unten) um 1873 (Aufnahmeblatt der Landesaufnahme)

Der Ort gehörte wie das gesamte Burgenland bis 1920/21 zu Ungarn (Deutsch-Westungarn). Seit 1898 musste aufgrund der Magyarisierungspolitik der Regierung in Budapest der ungarische Ortsname Vulkapordány verwendet werden.
Obwohl „Vulkapordany“ historisch und staatsrechtlich zu Ungarn gehörte, war die Bevölkerung sprachlich und wirtschaftlich nach Österreich hin orientiert.
Nach Ende des Ersten Weltkriegs wurde nach zähen Verhandlungen Deutsch-Westungarn in den Verträgen von St. Germain und Trianon 1919 Österreich zugesprochen. Der Ort gehört seit 1921 zum neu gegründeten Bundesland Burgenland (siehe auch Geschichte des Burgenlandes).
Als eine der ersten Gemeinden im nördlichen Burgenland hatte Wulkaprodersdorf elektrischen Strom zur Verfügung. Nach Eisenstadt und Bad Sauerbrunn konnte man in der Gemeinde einige Häuser mit Elektrizität versorgen. Durch den Bau einer Turbine beim Fluss Wulka konnte man so den Strom erzeugen. So war es auch 1921 möglich ein Freiluftkino zu betreiben.
In der Zwischenkriegszeit und auch während des Ersten Weltkrieges war die wirtschaftliche Lage der Gemeinde sehr schlecht. In der Folge begann sich das Leben im Dorf nur langsam wieder zu normalisieren. Die wichtigsten Projekte waren die Errichtung der Wasserleitung und der Bau der Kanalisation.
Während des Zweiten Weltkrieges wurden viele Männer für den Krieg einberufen. Nicht nur der Verlust von einigen jungen Männern im Ort wurde beklagt, sondern auch die Arbeitskräfte für die landwirtschaftlichen Betriebe blieben aus. Fast jedes zweite Haus lebte von der Landwirtschaft. Somit forderte man 1940 Kriegsgefangene, die dann in den Betrieben arbeiten mussten.
In Wulkaprodersdorf lebten viele Familien, deren Muttersprache kroatisch war. Es wird überliefert, dass es während der Kriegszeit offiziell nicht verboten war die kroatische Sprache zu verwenden, doch der Gebrauch konnte üble Folgen haben. Durch den Krieg wurde die Gemeinde immer wieder in Mitleidenschaft gezogen, weil man 1944 einen Teil der Flugzeugwerke aus Wiener Neustadt nach Wulkaprodersdorf verlegte.
Nach dem Ende des Zweiten Weltkrieges sprach sich die Bevölkerung in einer geheimen Abstimmung mehrheitlich für ein autonomes Deutschwestungarn aus.
Heute ist Wulkaprodersdorf Sitz des Wasserverbandes Wulkatal. Um vor allem die junge Bevölkerung von einer Abwanderung abzuhalten, wurden neue Wohnhausanlagen geschaffen.
Im Zuge der Feierlichkeiten für das 700-jährige Bestehen wurde der Gemeinde Wulkaprodersdorf am 21. Juni 1992 das Recht zur Führung der Bezeichnung „Marktgemeinde“ verliehen.

## Kultur und Sehenswürdigkeiten

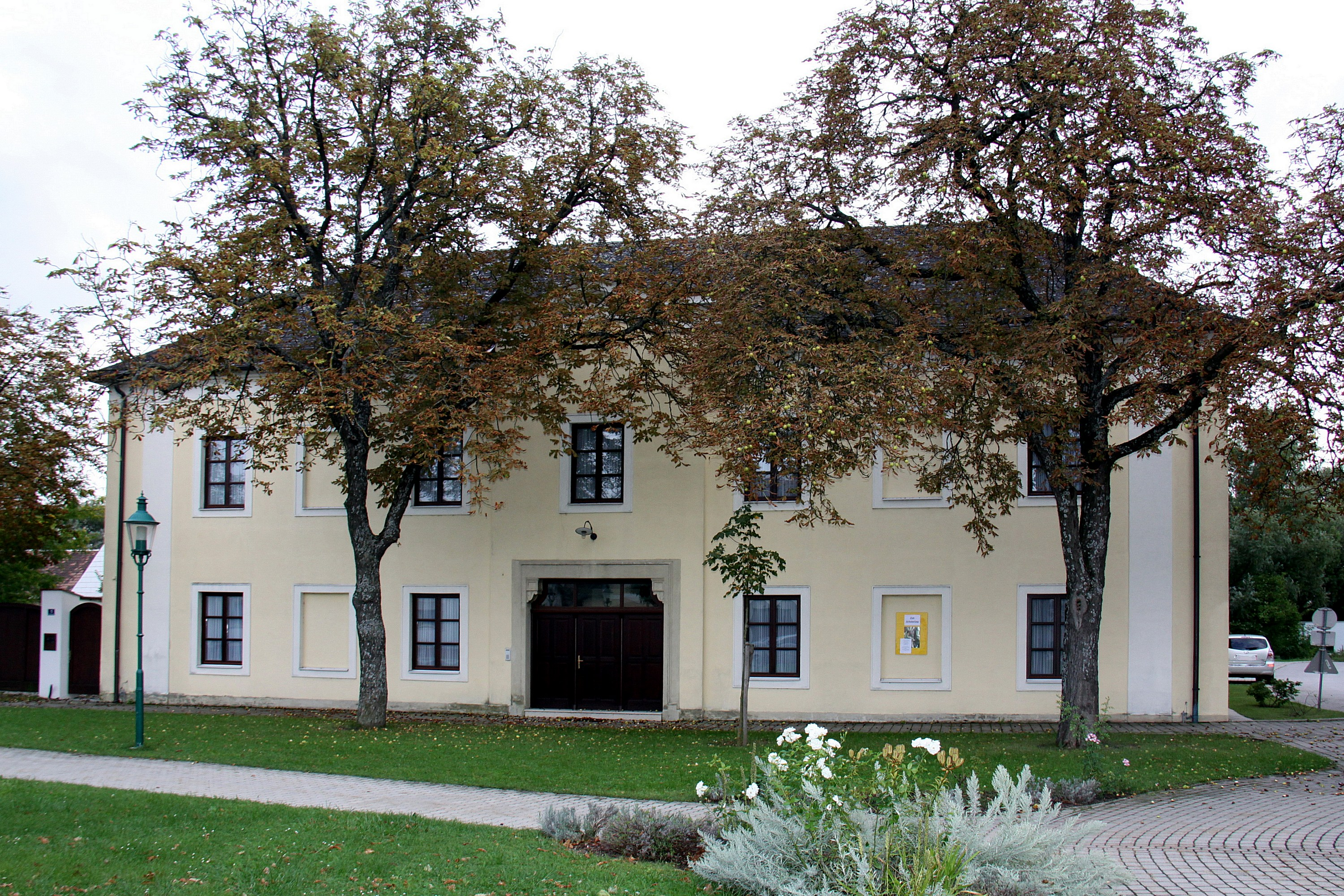
Pfarrhof Wulkaprodersdorf

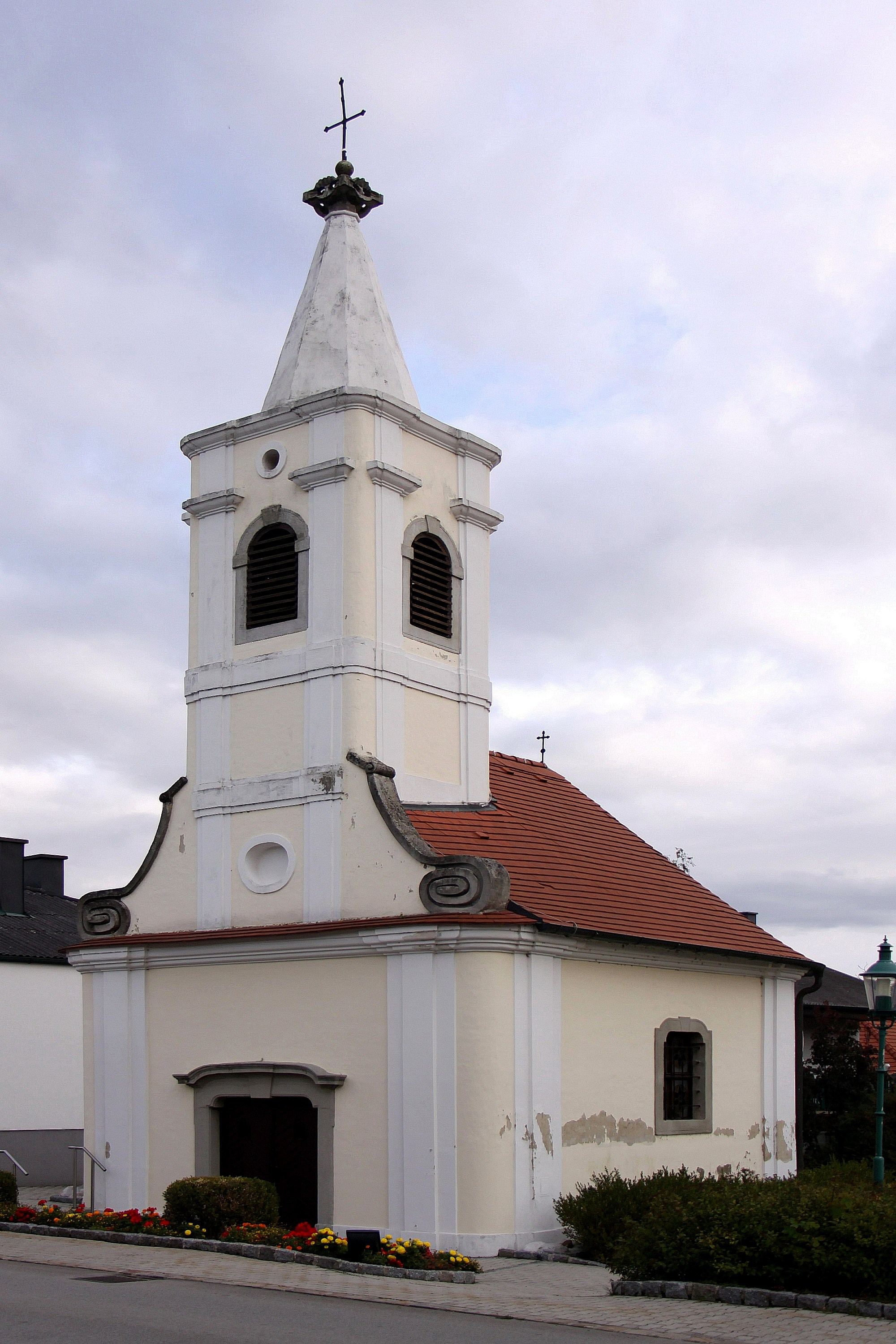
Kapelle zur Schmerzhaften Muttergottes

- Pfarrkirche Wulkaprodersdorf: Die Kirche ist aus der Zeit des frühen Barock und wurde 1642 geweiht. Der Turm wurde 1801 erbaut.
- Marienkapelle: errichtet 1779
- Cholerakapelle: errichtet 1831
- Dreifaltigkeitssäule: aus dem Jahr 1725

## Wirtschaft und Infrastruktur

### Pendler
Von den 914 Erwerbstätigen, die in Wulkaprodersdorf wohnen, arbeiten 188 im Ort und 726 pendeln in andere Gemeinden. Von anderen Gemeinden pendeln 345 Personen zur Arbeit nach Wulkaprodersdorf (Stand 2011).

### Eisenbahn
Wulkaprodersdorf ist ein Eisenbahnknotenpunkt im Burgenland. Hier trifft die von den ÖBB betriebene Pannoniabahn von Parndorf auf die Raaberbahn Sopron–Ebenfurth. Auf diesen Strecken bestehen Verbindungen nach Wien, Eisenstadt, Sopron und Bratislava (über Wien).
Die ungarisch-österreichische Raaberbahn hat in Wulkaprodersdorf ihren österreichischen Hauptsitz. Von der Betriebsleitzentrale Wulkaprodersdorf steuert die Raaberbahn die Strecke Sopron–Ebenfurth und Neusiedl am See–Pamhagen fern.

### Bildung
In Wulkaprodersdorf gibt es einen Kindergarten und eine Volksschule.

## Politik

### Gemeinderat
Der Gemeinderat umfasst aufgrund der Einwohnerzahl insgesamt 21 Mitglieder.
| Partei          | 2022             | 2022             | 2022             | 2017             | 2017             | 2017             | 2012             | 2012             | 2012             | 2007             | 2007             | 2007             | 2002             | 2002             | 2002             | 1997             | 1997             | 1997             |
| Partei          | Sti.             | %                | M.               | Sti.             | %                | M.               | Sti.             | %                | M.               | Sti.             | %                | M.               | Sti.             | %                | M.               | Sti.             | %                | M.               |
| --------------- | ---------------- | ---------------- | ---------------- | ---------------- | ---------------- | ---------------- | ---------------- | ---------------- | ---------------- | ---------------- | ---------------- | ---------------- | ---------------- | ---------------- | ---------------- | ---------------- | ---------------- | ---------------- |
| ÖVP             | 631              | 53,84            | 12               | 575              | 47,80            | 10               | 454              | 36,09            | 7                | 372              | 29,88            | 6                | 388              | 30,79            | 7                | 346              | 30,67            | 6                |
| SPÖ             | 501              | 42,75            | 9                | 408              | 33,92            | 7                | 520              | 41,34            | 9                | 619              | 49,72            | 11               | 663              | 52,62            | 11               | 580              | 51,42            | 11               |
| LW A2           | 30               | 3,41             | 0                | nicht kandidiert | nicht kandidiert | nicht kandidiert | nicht kandidiert | nicht kandidiert | nicht kandidiert | nicht kandidiert | nicht kandidiert | nicht kandidiert | nicht kandidiert | nicht kandidiert | nicht kandidiert | nicht kandidiert | nicht kandidiert | nicht kandidiert |
| UDW A1          | nicht kandidiert | nicht kandidiert | nicht kandidiert | 220              | 18,29            | 4                | 284              | 22,58            | 5                | 229              | 18,39            | 4                | 179              | 14,21            | 3                | 151              | 13,39            | 2                |
| FPÖ             | nicht kandidiert | nicht kandidiert | nicht kandidiert | nicht kandidiert | nicht kandidiert | nicht kandidiert | nicht kandidiert | nicht kandidiert | nicht kandidiert | 25               | 2,01             | 0                | 30               | 2,38             | 0                | 51               | 4,52             | 0                |
| Wahlberechtigte | 1683             | 1683             | 1683             | 1589             | 1589             | 1589             | 1574             | 1574             | 1574             | 1596             | 1596             | 1596             | 1548             | 1548             | 1548             | 1465             | 1465             | 1465             |
| Wahlbeteiligung | 76,11 %          | 76,11 %          | 76,11 %          | 83,95 %          | 83,95 %          | 83,95 %          | 85,58 %          | 85,58 %          | 85,58 %          | 84,90 %          | 84,90 %          | 84,90 %          | 88,89 %          | 88,89 %          | 88,89 %          | 86,08 %          | 86,08 %          | 86,08 %          |

### Gemeindevorstand
Neben Bürgermeister Friedrich Zarits (ÖVP) und Vizebürgermeister René Pint (SPÖ) gehören weiters Udo Borchers und Birgit Dragschitz (beide ÖVP), Patricia Zeichmann (SPÖ), Andreas Handl (ÖVP) und Rafael Kain (SPÖ) dem Gemeindevorstand an.

### Bürgermeister
Bürgermeister ist Friedrich Zarits (ÖVP). Er übernahm 2012 das Amt von Hans Haller (SPÖ), gegen den er sich in der Stichwahl mit 52,42:47,58 Prozent durchgesetzt hatte. Bei der Bürgermeisterdirektwahl am 1. Oktober 2017 wurde Zarits im ersten Wahlgang mit 52,36 % in seinem Amt bestätigt. Seine beiden Mitbewerber Markus Krojer (SPÖ) und Sabine Szuppin (UDW) kamen über 32,57 % bzw. 15,07 % nicht hinaus.
Bei der Wahl 2022 wurde Friedrich Zarits mit 54,96 Prozent der Stimmen des ersten Wahlgangs im Amt bestätigt.

## Persönlichkeiten
- Stefan Dobrovich (1904–1995), Landwirt und Politiker (ÖVP)
- Matthias Semeliker (1910–1986), römisch-katholischer Pfarrer, 1943–1945 im KZ Dachau
- Hermann Fister (1938–2006), österreichischer Politiker (SPÖ)
- Ägidius Zsifkovics (* 1963), römisch-katholischer Geistlicher, Bischof von Eisenstadt